# Placido Imperiale

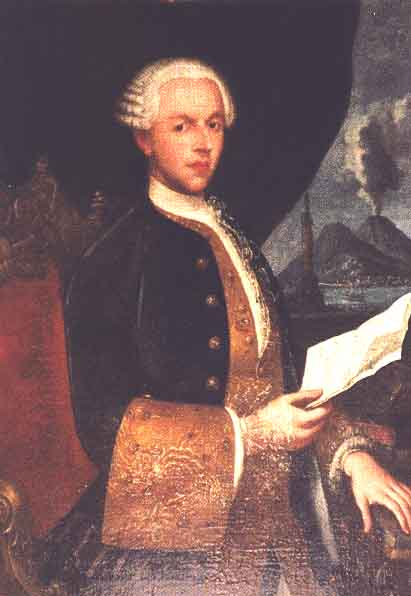
Placido Imperiale ritratto dal pittore stabiese Giuseppe Bonito (metà XVIII secolo)

Placido Imperiale (Napoli, 13 aprile 1727 – Napoli, 10 dicembre 1786) è stato un imprenditore italiano di origini genovesi, fu una tra le figure più importanti della nobiltà napoletana del XVIII secolo.

## Biografia
Appartenente a una delle più antiche e agiate famiglie di Genova, chiamata inizialmente "Tartaro", Placido nacque a Napoli il 13 aprile 1727, da Giulio I Imperiale, principe di Sant'Angelo dei Lombardi (nell'allora provincia di Principato Ultra), e Cornelia Pallavicini. Dopo gli studi romani, successe al padre, morto a Napoli il 7 dicembre 1738, nel titolo e nell'amministrazione dei beni feudali e burgensatici dello Stato di Sant'Angelo, a cui aggiunse i feudi di San Paolo e Lesina in Capitanata. Postosi sulla scia di tanti imprenditori che vedevano nella trasformazione dei terreni agricoli il ritorno di ingenti guadagni, il principe di Sant'Angelo avviò nei suoi feudi un importante processo di sviluppo che prevedeva la messa a coltura dei propri terreni, fino ad allora adibiti prevalentemente a bosco e pascolo.
Ma l'impresa più rilevante portata a termine da Placido Imperiale è rappresentata dalla fondazione di Poggio Imperiale, piccolo centro della Capitanata alle falde del Gargano. Il progetto venne avviato concretamente nel 1759, anno in cui il principe concesse gratuitamente, ad alcune famiglie del circondario, case, animali, masserizie e un boscoso appezzamento da colonizzare nel feudo di Lesina, acquistato anni prima. Anche se a corte l'iniziativa trovò lo scetticismo degli economisti, la colonia ben presto si sviluppò, consentendo nel giro di pochi anni la formazione di una nuova, seppur modesta, comunità.
Accanto a questa nobile iniziativa, non bisogna dimenticare le opere compiute nel feudo di Sant'Angelo dei Lombardi dove estese le colture intensive, impiantò castagneti per assicurare l'assetto idrogeologico del suolo e sfruttò le risorse idriche facendo installare numerosi mulini. Tutte le sue iniziative erano riportate in un'epigrafe che egli stesso fece apporre all'ingresso del castello di Sant'Angelo dei Lombardi, andata distrutta per il terremoto dell'Irpinia del 1980.
Placido Imperiale morì inaspettatamente il 10 dicembre 1786 e le sue spoglie vennero inumate nella tomba di famiglia, fatta da lui costruire nella chiesa di San Giorgio dei Genovesi a Napoli.